# Kyung Soo-jin
Kyung Soo-jin (Hangul: 경수진; 5 de diciembre de 1987) es una actriz surcoreana.

## Carrera
Es miembro de la agencia YG Entertainment.
Después de interpretar personajes de apoyo en Man from the Equator, That Winter, the Wind Blows y Shark obtuvo su primer papel principal en  TV Novel: Eunhui. Entonces fue elegida para el papel antagónico en Weightlifting Fairy Kim Bok-joo.
El 8 de junio de 2019 se unió al elenco principal de la serie Joseon Survival (también conocida como "Joseon Survival Period") donde dio vida a Lee Hye-jin, una residente médico del departamento de rehabilitación y la hija de una mujer rica, hasta el final de la serie el 17 de agosto del mismo año.
El 11 de julio de 2020 se unió al elenco principal de la serie Train donde interpretó dos personajes: Han Seo-kyung, una honesta fiscal que no es tímida para expresar sus emociones, y a una detective fría y sin emociones que es completamente diferente al detective Seo Do-won (Yoon Shi-yoon), hasta el final de la serie el 16 de agosto del mismo año.
En marzo de 2021 se unió al elenco principal de la serie Mouse donde interpretó a Choi Hong-joo, una talentosa directora de producción conocida como "Sherlock Hong Joo", quien alberga un secreto que la obligó a enredarse con un asesino durante su infancia, hasta el final de la serie el 19 de mayo del mismo año.

## Filmografía

### Series de televisión
| Año       | Título                                 | Personaje               | Cadena    | Ref.   |
| --------- | -------------------------------------- | ----------------------- | --------- | ------ |
| 2012      | Man from the Equator                   | Han Ji-won (joven)      | KBS2      |        |
| 2012      | Drama sepecial – Still Picture         | Seo Eun-soo (Joven)     | KBS2      |        |
| 2012      | Ugly Cake                              | Oh Ah-Joven             | MBC       |        |
| 2012-2013 | Horse Doctor                           | Princesa Minhoe (cameo) | MBC       |        |
| 2013      | That Winter, the Wind Blows            | Moon Hee-joo            | SBS       |        |
| 2013      | Don't Look Back: The Legend of Orpheus | Choo Hae-woo (Joven)    | KBS2      |        |
| 2013-2014 | Eunhui                                 | Kim Eun-hee             | KBS2      |        |
| 2014      | Asunto de Amor secreto                 | Parque Da-mi            | JTBC      |        |
| 2014      | Plus Nueve Chicos                      | Ma Se-Joven             | tvN       |        |
| 2015      | Casa de Bluebird                       | Kang Young-joo          | KBS2      |        |
| 2015      | Mi Funeral Fantástico                  | Jang Mi-soo             | SBS       |        |
| 2016      | Entourage                              | Seung-hyo (ep.10)       | tvN       |        |
| 2016-2017 | El hada de las pesas                   | Song Si-ho              | MBC       |        |
| 2017-2018 | Meloholic                              | Han Ye-ri / Han Joo-ri  | OCN       |        |
| 2017-2018 | Untouchable                            | Yoon Jung-hye           | JTBC      |        |
| 2019      | Joseon Survival                        | Lee Hye-jin             | TV Chosun |        |
| 2020      | Train                                  | Han Seo-kyung           | OCN       |        |
| 2021      | Mouse                                  | Choi Hong-joo           | tvN       |        |
| 2025      | ¡Oh, mis clientes fantasmas!           | Na Mi-joo               | MBC       | [ 11 ] |

### Películas
| Año  | Título                           | Personaje                                         |
| ---- | -------------------------------- | ------------------------------------------------- |
| 2013 | How to Use Guys with Secret Tips | Kim Mi-ra                                         |
| 2013 | Holly                            | Cathy                                             |
| 2014 | Mourning Grave                   | Mujer quién actúa diferente de su aspecto (cameo) |
| 2016 | Horror Stories 3                 | Kyung Soo-jin (segmento "Road Rage)               |
| 2017 | The King's Case Note             | Sol-hwa                                           |

### Apariciones en programas
| Año  | Programa        | Notas               |
| ---- | --------------- | ------------------- |
| 2015 | Hello Counselor | Ep. #212 - invitada |
| 2017 | Running Man     | Ep. #380 - invitada |

### Presentadora
| Año  | Título                    | Notas                     |
| ---- | ------------------------- | ------------------------- |
| 2020 | 56th Baeksang Arts Awards | presentadora de categoría |

### Vídeos de música
| año  | canción    | artista         |
| ---- | ---------- | --------------- |
| 2013 | "Far Away" | Hong Dae-kwang  |
| 2013 | "You"      | Brown Eyed Soul |
| 2017 | "Be Well"  | Sechs Kies      |

### Anuncios
| Año  | Título                  | Notas               |
| ---- | ----------------------- | ------------------- |
| 2020 | KB국민은행 KB마이핏통장 | junto a Park Ho-san |

## Premios y nominaciones
| Year | Award                                       | Category                                    | Nominated work                                  | Result   |
| ---- | ------------------------------------------- | ------------------------------------------- | ----------------------------------------------- | -------- |
| 2013 | 6th Korea Drama Awards                      | mejor actriz nueva                          | Eunhui & Don't Look Back: The Legend of Orpheus | Nominada |
| 2013 | 27th KBS Drama Awards                       | mejor actriz nueva                          | Eunhui & Don't Look Back: The Legend of Orpheus | Ganadora |
| 2014 | 50th Paeksang Arts Awards                   | mejor actriz nueva (Televisión)             | Eunhui                                          | Nominada |
| 2014 | 3rd APAN Star Awards                        | mejor actriz nueva                          | Plus Nine Boys                                  | Nominada |
| 2014 | 22nd Korea Culture and Entertainment Awards | mejor actriz nueva (Televisión)             | Plus Nine Boys                                  | Ganadora |
| 2015 | 29th KBS Drama Awards                       | premio alta excelencia, Actriz de Drama     | House of Bluebird                               | Nominada |
| 2016 | 35th MBC Drama Awards                       | premio alta excelencia, Actriz de miniserie | Weightlifting Fairy Kim Bok-joo                 | Nominada |